# Gobiernos de la Concertación
Los gobiernos de la Concertación fueron una serie de cuatro administraciones presidenciales que gobernaron Chile desde el 11 de marzo de 1990 hasta el 11 de marzo de 2010, tras el fin de la dictadura militar de Augusto Pinochet. Estos gobiernos fueron encabezados por los presidentes Patricio Aylwin (1990-1994), Eduardo Frei Ruiz-Tagle (1994-2000), Ricardo Lagos (2000-2006) y Michelle Bachelet (2006-2010), todos pertenecientes a la coalición política de centroizquierda llamada Concertación de Partidos por la Democracia. Durante estos veinte años, los gobiernos de la Concertación se caracterizaron por mantener el modelo económico neoliberal heredado del régimen anterior, pero introduciendo reformas sociales y políticas para fortalecer la democracia, los derechos humanos, la equidad y la integración regional. Los gobiernos de la Concertación también enfrentaron diversos desafíos y críticas, como las demandas sociales por una mayor participación ciudadana, una mayor equidad y una reforma constitucional; las tensiones internas entre los partidos que conformaban la coalición; los casos de corrupción y escándalos políticos; y las crisis económicas internacionales que afectaron al país.

## Gobiernos

### Patricio Aylwin (1990-1994)
el primer presidente de la Concertación, Su gobierno, que duró desde 1990 hasta 1994, se propuso consolidar la democracia y la convivencia nacional, restableciendo las instituciones democráticas, promoviendo el respeto a los derechos humanos, controlando la tensión con las Fuerzas Armadas y buscando el consenso con los sectores políticos y sociales. Uno de sus primeros actos fue crear la Comisión Nacional de Verdad y Reconciliación, presidida por el jurista Raúl Rettig, que elaboró un informe sobre las violaciones a los derechos humanos cometidas durante la dictadura, 

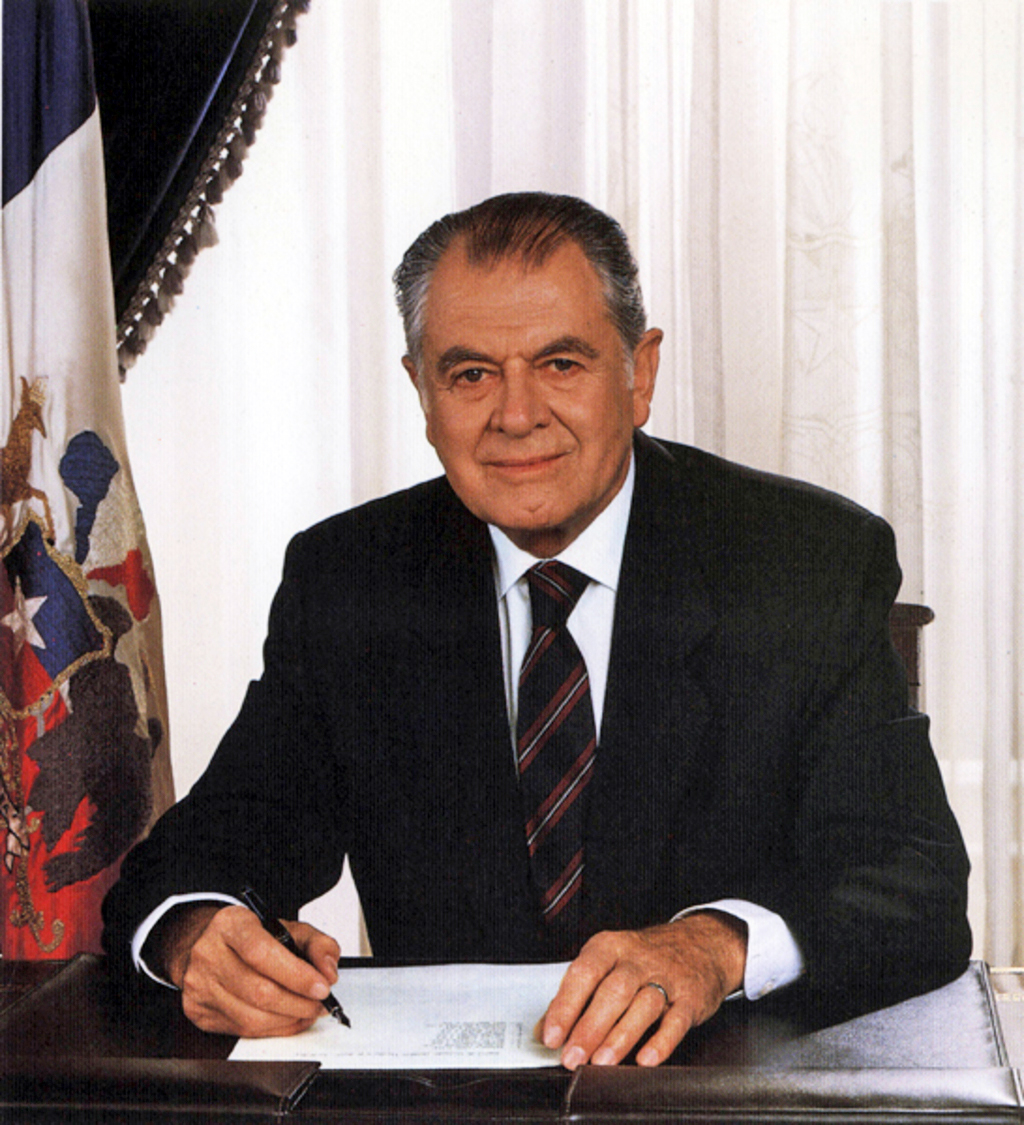
Aylwin fue el primer presidente democráticamente electo tras el golpe de Estado del 11 de septiembre de 1973

identificando a más de 3000 víctimas de ejecución o desaparición forzada. El informe fue entregado al presidente Aylwin en marzo de 1991, quien pidió perdón en nombre del Estado a las familias de las víctimas y anunció una serie de medidas de reparación y justicia . Otro hito de su gobierno fue la reforma constitucional de 1991, que eliminó o modificó varios artículos impuestos por la dictadura, como los senadores designados, los consejeros de Estado, el rol tutelar de las Fuerzas Armadas, el estado de sitio y el plebiscito. La reforma fue aprobada por el Congreso Nacional con el apoyo de la mayoría de los partidos políticos, incluyendo algunos de la oposición. Asimismo, su gobierno se preocupó de modernizar el Estado y la economía, manteniendo el modelo neoliberal heredado del régimen anterior, pero introduciendo reformas sociales y tributarias para aumentar el gasto social, reducir la pobreza y mejorar la distribución del ingreso. Su gobierno impulsó programas como el Fondo Nacional de Desarrollo Regional (FNDR), el Fondo Solidario del Vivienda (FSV), el Programa Orígenes para los pueblos indígenas y el Programa Chile Solidario para las familias más vulnerables. También se crearon nuevos ministerios como el Comisión Nacional del Medio Ambiente y el Servicio Nacional de la Mujer. Finalmente, su gobierno fortaleció las relaciones internacionales, especialmente con los países vecinos y los bloques regionales. Su gobierno impulsó la integración con Argentina, Bolivia, Perú y Brasil, firmando acuerdos de cooperación y solución pacífica de controversias. También se iniciaron las negociaciones para ingresar al Mercado Común del Sur (Mercosur) y al Tratado de Libre Comercio con Estados Unidos (TLC). Además, se establecieron relaciones diplomáticas con Cuba y se reanudaron las relaciones con España y el Vaticano. El gobierno de Patricio Aylwin fue reconocido por su estilo transversal, dialogante y conciliador, que buscaba superar las divisiones del pasado y construir un futuro común para todos los chilenos. Su gestión fue valorada positivamente por la ciudadanía, que le otorgó un alto nivel de apoyo y confianza. Su sucesor fue Eduardo Frei Ruiz-Tagle, también demócrata cristiano y candidato de la Concertación, quien ganó las elecciones de 1993 con el 57,9% de los votos.

### Eduardo Frei Ruiz-Tagle (1994-2000)
el segundo de la Concertación Frei Ruiz-Tagle, hijo del expresidente Eduardo Frei Montalva y militante del partido Demócrata Cristiano, fue elegido por una amplia mayoría en la primera vuelta, con el 58% de los votos, superando al candidato de la derecha Arturo Alessandri Besa, que obtuvo el 24%. Su lema de campaña fue “Chile avanza con todos”, y se presentó como el candidato de la modernización y la integración.
Su gobierno se inició el 11 de marzo de 1994 y se extendió hasta el 11 de marzo de 2000. Durante ese período, Chile experimentó un crecimiento económico sostenido, impulsado por las exportaciones, la inversión extranjera y los tratados de libre comercio. Frei Ruiz-Tagle continuó con las reformas económicas y sociales iniciadas por su antecesor Patricio Aylwin, pero también introdujo cambios significativos en áreas como la educación, la salud, el trabajo y la constitución.
La reforma educacional fue una de las más ambiciosas y polémicas de su gobierno. Su objetivo era aumentar la cobertura y calidad de la educación pública, mediante la ampliación de la jornada escolar, la entrega de recursos a los municipios, la creación del sistema de subvención preferencial y la evaluación docente. Sin embargo, también generó críticas por parte de los estudiantes, los profesores y los padres, que reclamaban mayor participación, autonomía y equidad.

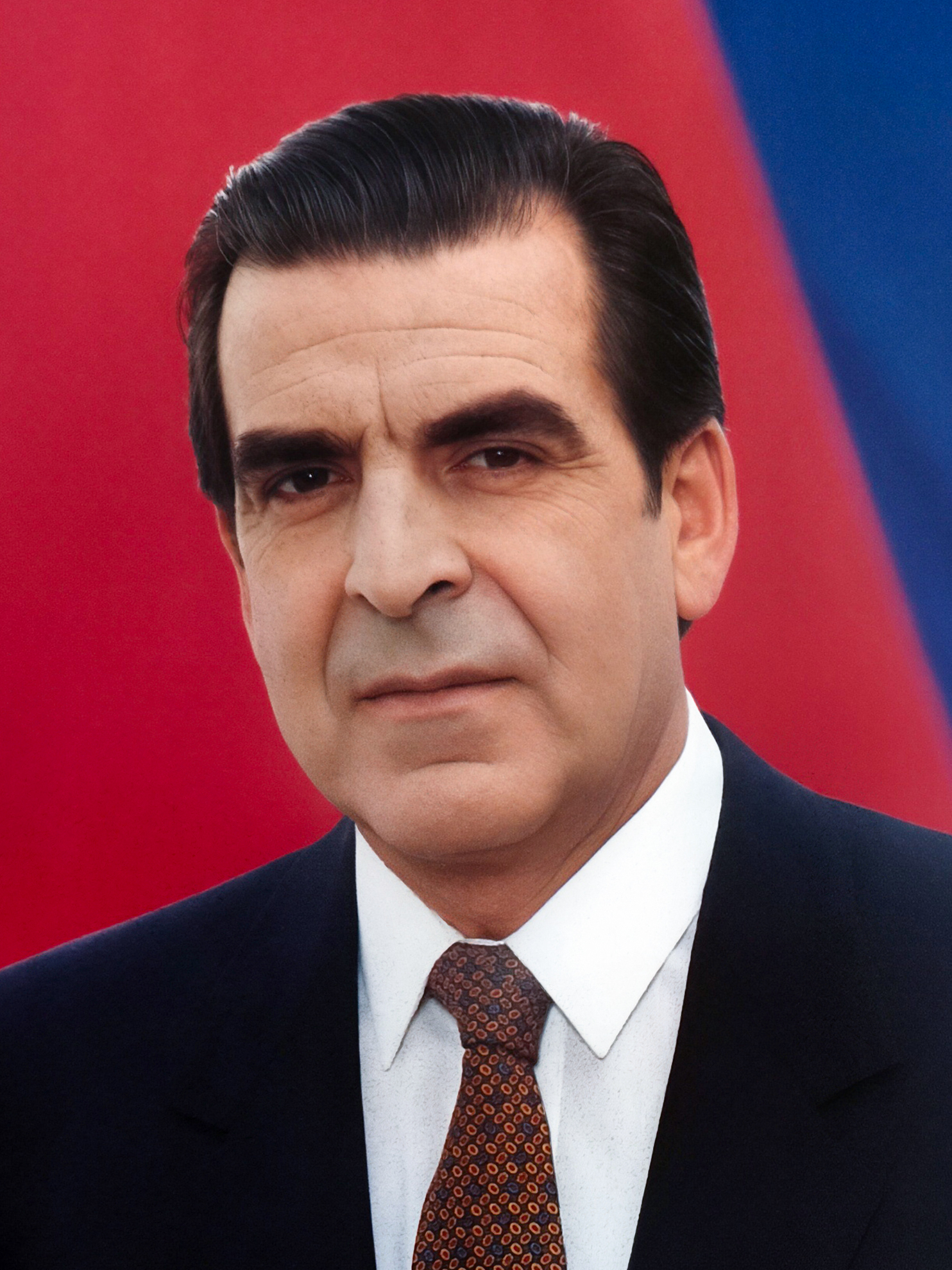
Frei Ruiz-Tagle fue el segundo presidente democráticamente electo tras el golpe de Estado del 11 de septiembre de 1973

La reforma de salud también buscaba mejorar el acceso y la calidad de los servicios de salud para todos los chilenos, mediante la creación del sistema de salud universal FONASA, que reemplazó al antiguo sistema de seguro social. Además, se implementaron planes especiales para atender las necesidades de los grupos más vulnerables, como las mujeres embarazadas, los niños, los adultos mayores y las personas con enfermedades crónicas.
La reforma laboral pretendía fortalecer los derechos de los trabajadores y sindicatos, así como fomentar el diálogo social entre el gobierno, los empresarios y los trabajadores. Entre sus medidas se incluyeron el aumento del salario mínimo, la reducción de la jornada laboral a 45 horas semanales, la ampliación del seguro de cesantía y la regulación del derecho a huelga.
La reforma constitucional fue una de las más esperadas y celebradas por la ciudadanía, ya que eliminó los enclaves autoritarios heredados de la dictadura, como los senadores designados, los senadores vitalicios y el rol tutelar de las Fuerzas Armadas. Además, introdujo cambios como el reconocimiento del derecho a voto de los chilenos residentes en el extranjero, la ampliación del mandato presidencial a seis años y la posibilidad de reelección inmediata.
Su gobierno también enfrentó desafíos internos y externos que pusieron a prueba su liderazgo y su capacidad de negociación. La crisis financiera asiática de 1997 afectó el crecimiento económico y el empleo en Chile, lo que provocó un aumento del descontento social y una caída en su popularidad. El arresto de Pinochet en Londres en 1998 generó tensiones con el Reino Unido y con sectores militares y políticos en Chile, que exigían su liberación o su regreso al país. El conflicto del Río Lauca con Bolivia se reactivó por la demanda boliviana de una salida soberana al mar, lo que implicó un delicado manejo diplomático con el país vecino.
Su popularidad al finalizar su mandato fue del 46%, una de las más altas entre los presidentes chilenos desde el retorno a la democracia. su sucesor fue Ricardo Lagos Escobar, quien ganó la elección presidencial de 1999-2000 en segunda vuelta con el 51,32% de los votos, frente al candidato de la derecha Joaquín Lavín Infante, que obtuvo el 48,68%. Lagos fue el primer presidente socialista en Chile desde Salvador Allende, y el primer presidente de la Concertación que no pertenecía a la Democracia Cristiana.

### Ricardo Lagos (2000-2006)
el tercer de la Concertación  fue el presidente de Chile entre el año 2000 y el 2006. Lagos asumió la presidencia en un contexto difícil, marcado por los efectos de la crisis económica asiática, que había golpeado al país a fines de los años 1990, y por las tensiones con las Fuerzas Armadas, que aún conservaban poder e influencia en la política nacional. Sin embargo, Lagos no se dejó intimidar y se propuso realizar una serie de reformas que modernizaran el país y lo acercaran a los estándares internacionales.

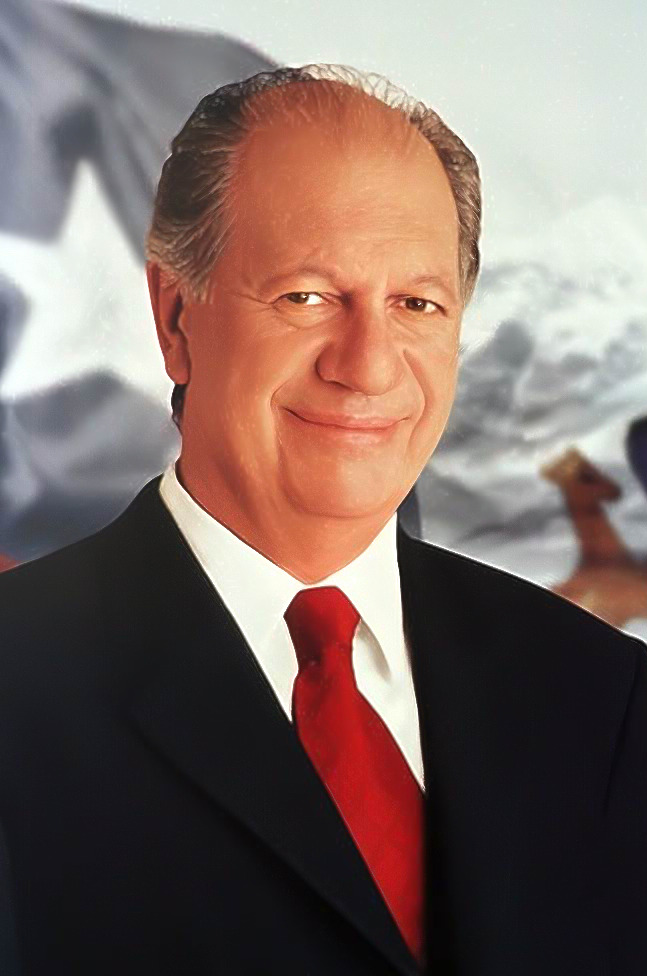
Lagos Escobar fue el tercer presidente democráticamente electo tras el golpe de Estado del 11 de septiembre de 1973

Una de las reformas más importantes que impulsó fue la reforma constitucional de 2005, que puso fin a los vestigios autoritarios que quedaban en la Constitución de 1980, impuesta por la dictadura. Esta reforma eliminó los senadores vitalicios, el Consejo de Seguridad Nacional, el sistema binominal y la inamovilidad de los comandantes en jefe. Además, estableció el sufragio voluntario, el voto de los chilenos en el extranjero y la posibilidad de convocar a plebiscitos. Esta reforma fue fruto del diálogo entre el gobierno y la oposición, y contó con el apoyo del expresidente Patricio Aylwin, quien había iniciado el proceso de democratización del país.
Otra reforma clave fue la reforma procesal penal, que cambió el antiguo sistema inquisitivo por uno acusatorio, oral y público. Esta reforma implicó la creación de nuevos tribunales, fiscales, defensores y jueces. Además, se fortaleció la independencia y la transparencia del Poder Judicial. Con esta reforma, se buscaba garantizar un juicio justo y rápido para todos los ciudadanos, respetando sus derechos y garantías.
Lagos también impulsó una reforma laboral, que mejoró las condiciones de trabajo de los empleados. Esta reforma amplió la libertad sindical, el derecho a huelga, la negociación colectiva y la protección contra el despido injustificado. Esta reforma fue producto del consenso entre el gobierno, los empresarios y los sindicatos. Con esta reforma, se buscaba equilibrar las relaciones laborales y fomentar el desarrollo económico con justicia social.
Para financiar el aumento del gasto social en educación, salud, vivienda y pensiones, Lagos realizó una reforma tributaria, que incrementó los ingresos fiscales. Esta reforma subió el impuesto al valor agregado (IVA) del 18% al 19%, eliminó exenciones y beneficios tributarios, e introdujo nuevos impuestos a las actividades mineras, al tabaco y a las bebidas alcohólicas. Esta reforma permitió aumentar la inversión pública en áreas prioritarias para el bienestar de la población.
Finalmente, Lagos realizó una reforma previsional, que mejoró el sistema de pensiones vigente desde 1981. Esta reforma creó un pilar solidario financiado por el Estado, que garantiza una pensión mínima a los adultos mayores más pobres. También se creó un bono por hijo para las mujeres que cotizan en el sistema privado. Esta reforma fue aprobada por unanimidad en el Congreso Nacional. Con esta reforma, se buscaba asegurar una vejez digna para todos los chilenos.
Además de estas reformas estructurales, Lagos se destacó por su política exterior, que buscó profundizar las relaciones con los países vecinos y con las principales potencias mundiales. Así, se firmaron tratados de libre comercio con Estados Unidos, China y la Unión Europea, entre otros socios comerciales; se resolvieron controversias limítrofes con Argentina y Perú; y se participó activamente en foros internacionales como las Naciones Unidas, el Grupo de Río y la APEC.
El gobierno de Lagos también tuvo que enfrentar diversos problemas sociales y políticos, como las movilizaciones estudiantiles y sindicales, los escándalos de corrupción y las críticas a su gestión en áreas como educación, salud, transporte y medio ambiente. Los logos del gobierno de Lagos fueron dos: uno consistía en un círculo azul con una estrella blanca y el nombre del presidente en letras blancas; y el otro consistía en una bandera chilena ondeando con el lema “Chile crece con todos” en letras blancas. Estos logos se usaban para identificar las obras e iniciativas impulsadas por el gobierno. 
La sucesora de Ricardo Lagos como presidenta de Chile fue Michelle Bachelet, quien asumió el cargo el 11 de marzo de 2006. Bachelet fue la primera mujer en ocupar la presidencia de Chile y la primera socialista en hacerlo desde Salvador Allende. Bachelet fue candidata de la Concertación de Partidos por la Democracia, la misma coalición que apoyó a Lagos, y ganó las elecciones de 2005 con el 53,5% de los votos en segunda vuelta, frente al candidato de la Alianza por Chile, Sebastián Piñera. Bachelet y Lagos mantuvieron una buena relación política y personal, y compartieron varios proyectos e iniciativas durante sus respectivos gobiernos.

### Michelle Bachelet (2006-2010)
el cuarto presidente de la Concertación fue presidente de chile entre el año 2006 y el 2010. Bachelet Fue la primera mujer en llegar al máximo cargo del país, representando a la coalición de centroizquierda llamada Concertación de Partidos por la Democracia, que había gobernado desde el retorno de la democracia en 1990. Su partido era el Partido Socialista de Chile, uno de los cuatro que formaban parte de la Concertación.

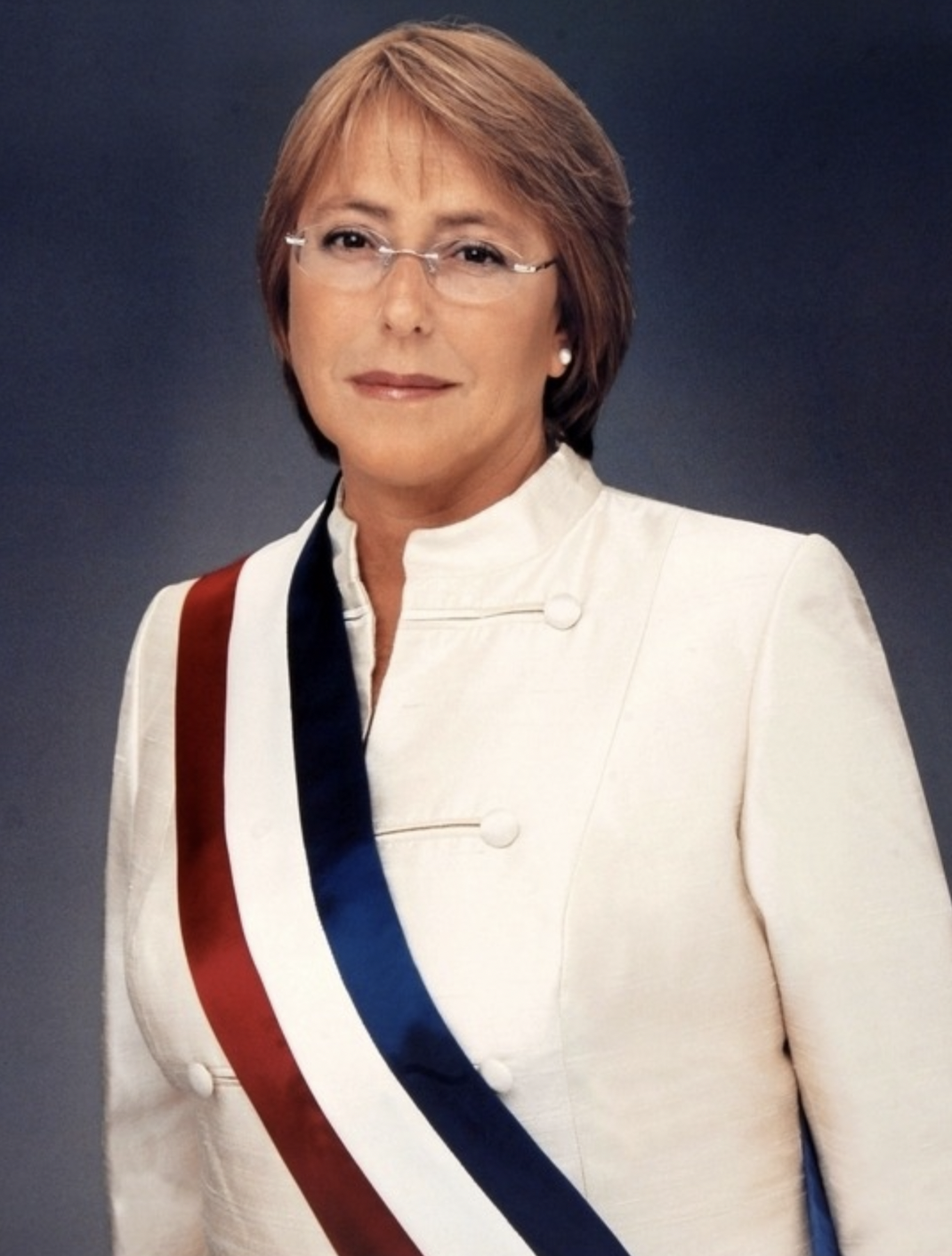
Bachelet fue el cuarta presidente democráticamente electo tras el golpe de Estado del 11 de septiembre de 1973

Su gobierno se caracterizó por impulsar una agenda social y progresista, enfocada en la igualdad de género, la protección social, la reforma educacional, la modernización del Estado y las relaciones internacionales. Entre sus principales medidas se destacan la creación del Ministerio de la Mujer y la Equidad de Género, que tenía como objetivo promover y garantizar los derechos de las mujeres y eliminar las brechas de género en todos los ámbitos; la implementación del Plan AUGE, que amplió la cobertura y el acceso a la salud pública, incluyendo 56 enfermedades prioritarias y garantizando su tratamiento gratuito o con copago según el nivel socioeconómico; y la promulgación de la Ley General de Educación, que reemplazó a la Ley Orgánica Constitucional de Enseñanza (LOCE), heredada de la dictadura militar, y que estableció un nuevo marco normativo para el sistema educativo chileno, basado en los principios de calidad, equidad e inclusión.
También se destacan sus avances en materia energética y comercial. Por un lado, creó el Sistema Interconectado Central (SIC), que unificó el suministro eléctrico desde Taltal hasta Chiloé, aumentando la seguridad y eficiencia energética del país. Por otro lado, firmó el Tratado de Libre Comercio con China, el primer acuerdo comercial entre un país latinoamericano y el gigante asiático, que abrió nuevas oportunidades para las exportaciones chilenas y fortaleció los vínculos políticos y culturales entre ambos países.
Sin embargo, su gobierno también tuvo que enfrentar desafíos y dificultades, tanto internos como externos. Por un lado, sufrió el impacto de la crisis financiera internacional de 2008-2009, que afectó el crecimiento económico y el empleo. Por otro lado, vivió uno de los momentos más dramáticos de su gestión cuando ocurrió el terremoto y tsunami del 27 de febrero de 2010, que causó más de 500 muertos y daños materiales estimados en 30 mil millones de dólares. Además, tuvo que lidiar con las movilizaciones sociales por diversas demandas ciudadanas, como la defensa del medio ambiente, los derechos humanos, la diversidad sexual y la educación gratuita.
Su mandato terminó el 11 de marzo de 2010, cuando entregó el mando al candidato opositor Sebastián Piñera, quien obtuvo el 51,6% de los votos en la segunda vuelta electoral. Con esto se puso fin a 20 años consecutivos de gobiernos de la Concertación, que habían liderado la transición democrática tras el fin de la dictadura militar. Bachelet dejó el cargo con un alto nivel de popularidad, cercano al 80%, y con el reconocimiento nacional e internacional por su gestión.